# Softcatalà

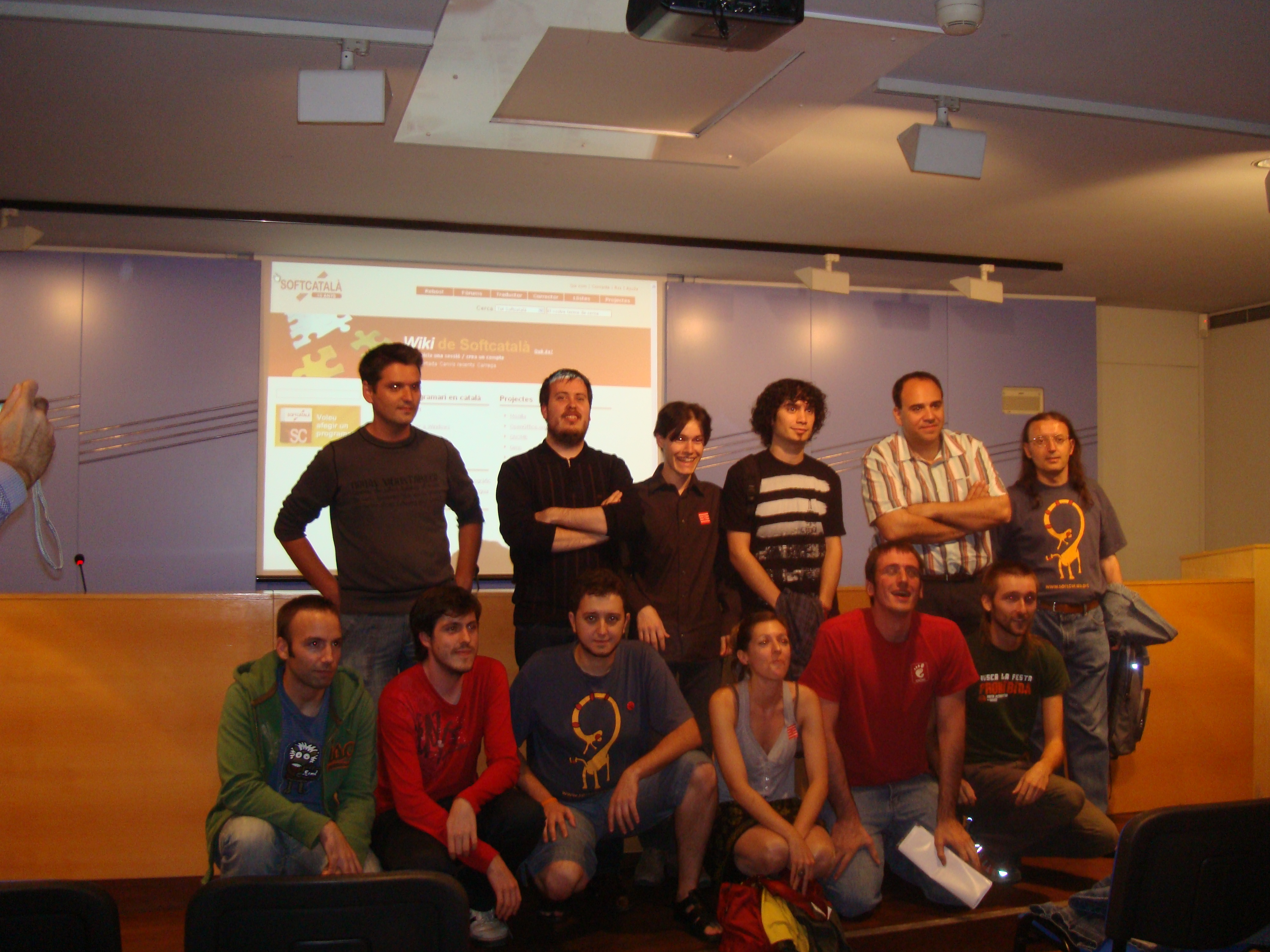
Fotografia com alguns dos membros, durante a festa do décimo aniversário da Softcatalà.

Softcatalà é uma associação sem fins lucrativos, cujo objectivo fundamental é fomentar o uso da língua catalã na informática, na Internet e nas novas tecnologias, com vista à protecção e conservação desse idioma. Esta associação é composta por estudantes, profissionais (engenheiros informáticos, filólogos, designers e tradutores) e outros voluntários.

## História
A Softcatalà nasceu no verão de 1997 como um grupo de voluntários dispostos a melhorar a presença da língua catalã nas novas tecnologias. Para tal, empreenderam a tarefa de traduzir grande parte do software de código livre até conseguir que, actualmente, a maior parte dos programas mais importantes deste âmbito (OpenOffice.org, Firefox, etc.) estejam disponíveis em catalão. Uma tarefa que não foi empreendida por organismos governamentais, mas sim por voluntários relacionados com o software livre.
Desde o início, a Softcatalà apostou na criação de recursos linguísticos livres como a Recolha de termos (um glossário com mais de 1.500 termos inglês - catalão habituais na tradução de software), um corrector ortográfico, uma memória de tradução com mais de 40.000 entradas, um guia de estilo de tradução de software, entre outros. Também colaborou, intensamente, com o centro de terminologia TERMCAT para estandardizar os novos termos em catalão, relacionados com as novas tecnologias.
O núcleo da comunidade Softcatalà tem sido o seu sítio web, que contém um directório onde são classificados e podem ser descarregados (download) mais de 150 programas traduzidos em catalão, notícias e artigos de opinião, fóruns de suporte onde os utilizadores podem interagir entre eles para resolver as suas dúvidas. Actualmente com mais de 10.000 visitas diárias e 35.000 assinantes tornou-se num ponto de encontro para utilizadores interessados no uso da língua catalã nas novas tecnologias.
Durante os seus anos de existência a Softcatalà recebeu inúmeros prémios, entre eles destacam-se o «Prémio Nacional de Internet» (em 2004) que outorga anualmente a Generalidade da Catalunha, o «Prémio Nacional da Projecção Social da Língua Catalã» (Premi Nacional a la Projecció Social de la Llengua Catalana - em 2005) por fomentar o uso e a presença do catalão através da Internet e das novas tecnologias, entre outros prémios relacionados com a língua e as novas tecnologias.

## Áreas de trabalho
Actualmente, a Softcatalà está a trabalhar nas seguintes áreas:
- Organizar o desenvolvimento, a tradução e a distribuição de software em catalão.

- Criar os instrumentos necessários, tanto informáticos quanto linguísticos (documentos técnicos, a Recolha de termos, o guia de estilo, a memória de tradução, etc.), para que cada utilizador possa fazer traduções para catalão e os que desenvolvem programas possam adaptá-los também ao catalão.

- Criar um ponto de encontro para todos os utilizadores que procurem produtos em catalão, necessitem de ajuda técnica, ou apenas, para a troca de experiências.

- Dar a conhecer aos utilizadores de língua catalã as novas tecnologias na sua língua, tais como o GNU/Linux, o software livre, ou outras iniciativas.